# Generali Ladies Linz 2004
Il Generali Ladies Linz 2004 è stato un torneo di tennis giocato sul cemento indoor. È stata la 18ª edizione del Generali Ladies Linz, che fa parte della categoria Tier II nell'ambito del WTA Tour 2004. Si è giocato a Linz, in Austria, dal 25 al 31 ottobre 2004.

## Campionesse

### Singolare
Amélie Mauresmo ha battuto in finale  Elena Bovina con il punteggio di 6–2, 6–0

### Doppio
Janette Husárová /  Elena Lichovceva hanno battuto in finale  Nathalie Dechy /  Patty Schnyder con il punteggio di 6–2, 7–5